# Montreuil-sur-Ille
Montreuil-sur-Ille è un comune francese di 2 139 abitanti situato nel dipartimento dell'Ille-et-Vilaine nella regione della Bretagna.

## Società

### Evoluzione demografica
Abitanti censiti